# Judith Tshabalala
Judith Tshabalala (30 de março de 1982) é uma política sul-africana de Gauteng que trabalha como membro da Assembleia Nacional da África do Sul desde 2019 e, anteriormente, de 2011 a 2014. Tshabalala é membro do Congresso Nacional Africano.

## Carreira parlamentar
Tshabalala é membro do Congresso Nacional Africano. Ela entrou na Assembleia Nacional da África do Sul em 19 de outubro de 2011 como substituta de Noluthando Mayende-Sibiya. Durante o seu primeiro mandato, ela foi designada para o Comité Permanente de Finanças e o Comité de Portefólio de Artes e Cultura. Em julho de 2013, tornou-se membro da comissão ad hoc para a Nomeação do Auditor Geral. Ela não foi eleita para um mandato completo nas eleições gerais de 2014, pois ocupava uma posição inferior na lista regional a nacional do ANC.
Em maio de 2019, Tshabalala foi eleita para retornar à Assembleia Nacional. Desde junho de 2019, ela é membro do Comité de Portefólio de Empresas Públicas.

## Vida pessoal
Em fevereiro de 2020, Tshabalala foi sequestrada em sua casa em Sebokeng. Ela foi então feita refém e deixada ilesa em Eden Park, Alberton.